# باتريسيا تشيرتشلاند
باتريشيا سميث تشرشلاند (بالإنجليزية: Patricia Smith Churchland) (ولدت في 16 يوليو عام 1943) هي فيلسوفة تحليلية من أصل كندي-أمريكي، اشتهرت بمساهماتها في فلسفة علم الأعصاب وفلسفة العقل. بروفيسورة شرفية ورئيسة قسم الفلسفة في جامعة كاليفورنيا، سان ديغيو (بالإنجليزية: UCSD)، حيث درّست منذ عام 1984. عملت أيضًا كأستاذ مساعد في معهد سولك للدراسات البيولوجية منذ عام 1989. عضو في مجلس أمناء مركز موسكو لدراسات الوعي في قسم الفلسفة في جامعة موسكو الحكومية. انتُخبت في عام 2015 كعضو إدارة في الأكاديمية الأمريكية للفنون والعلوم. درست في جامعة كولومبيا البريطانية، وجامعة بيتسبيرغ، وجامعة أكسفورد، ودرّست الفلسفة في جامعة مانيتوبا منذ عام 1969 حتى عام 1984، وهي متزوجة من الفيلسوف بول تشيرشلاند. لاحظت لاريسا ماكفاركوار في كتاباتها في مجلة النيويوركر عن الزوجين الفلسفيين أن: «عملهما متشابه لدرجة مناقشتهما في المجلات والكتب كشخص واحد في بعض الأحيان».

## حياتها

### النشأة والتعليم
وُلدت باتريشيا سميث في أوليفر في كولومبيا البريطانية، ونشأت في مزرعة في وادي جنوب أوكاناغان. لم يتلقّى والداها تعليم ثانوي؛ حيث ترك والدها وأمها المدرسة بعد الصفوف 6 و8 على التوالي. عملت والدتها كممرضة وعمل والدها في نشر الصحف بالإضافة إلى إدارة مزرعة الأسرة. وصفت تشرشلاند والديها بأنهما مهتمان بالعلوم والنظرة إلى العالم التي غرسوها فيها كعلمانية، على الرغم من تعليمهم المحدود. وصفت والديها أيضًا بأنهما كانا توّاقان لها للالتحاق بالجامعة، على الرغم من أن العديد من المزارعين في مجتمعهم يعتقدون أن هذا «أمر مضحك ومضيعة كبيرة للمال»، إلا أنها فعلت ذلك. حصلت على درجة البكالوريوس من جامعة كولومبيا البريطانية، وتخرجت مع مرتبة الشرف في عام 1965. حصلت على زمالة من وودرو ويلسون للدراسة في جامعة بيتسبيرج حيث حصلت على درجة الماجستير في عام 1966. بعد ذلك درست في جامعة أكسفورد كزمالة مع المجلس البريطاني والمجلس الكندي، وحصلت على درجة البكالوريوس في الفلسفة عام 1969.

### المسيرة الأكاديمية
كان التعيين الأكاديمي الأول لتشرشلاند في جامعة مانيتوبا، حيث شغلت منصب أُستاذ مساعد في الفترة من عام 1969 إلى 1977، ومن عام 1977 إلى 1982، ثم ترقّت إلى منصب أستاذ كامل في عام 1983. من هنا بدأت في إجراء دراسة رسمية لعلم الأعصاب بمساعدة وتشجيع الأستاذ في قسم الفلسفة لاري جوردان. كانت عضوًا زائرًا متخصصًا في العلوم الاجتماعية في معهد الدراسات المتقدمة في برينستون بين عامي 1982 و1983. دُعيت في عام 1984 لتولي منصب أستاذ في قسم الفلسفة في جامعة كاليفورنيا في سان فرانسيسكو، فانتقلت مع زوجها بول وبقيا هناك منذ ذلك الحين. عملت أيضًا منذ عام 1989 كأستاذ مساعد في معهد سالك المجاور للحرم الجامعي لجامعة سان فرانسيسكو، حيث تعرفت على جوناس سالك الذي سُمي المعهد نسبة له. قالت تشرشلاند في وصف سالك إنه «أحب فكرة الفلسفة العصبية، وأعطاني قدرًا هائلًا من التشجيع في وقت اعتقد فيه الآخرون أننا خرجنا لتناول طعام الغداء.» وَجدت تشرشلاند في معهد سالك مُشجع مُهم آخر وهو فرانسيس كريك. عملت تشرشلاند في معهد سالك مع مختبر تيرينس سينوفسكي كمتعاون بحثي، وتعاونها مع سينوفسكي تُوج في كتاب بعنوان الدماغ الحسابي (معهد ماساتشوستس للتكنولوجيا للنشر، 1993) شارك في تأليفه سينوفسكي. تم تعيين تشيرشلاند كأستاذ فلسفة رئيسي في جامعة كاليفورنيا في عام 1999، ثم شغلت منصب رئيس قسم الفلسفة في جامعة كاليفورنيا من عام 2000 إلى عام 2007.
حضرت وكانت متحدثة في ندوات العلمانية ما وراء الاعتقاد في الأعوام 2006 و2007 و2008.

### الحياة الشخصية
التقت تشرشلاند زوجها الفيلسوف بول تشرشلاند لأول مرة بينما كانا مُسجلين في فصل عن أفلاطون في جامعة بيتسبيرغ، وتزوجا بعد أن أكملت البكالوريوس في جامعة أوكسفورد. أطفالهما مارك م. تشرشلاند (ولد عام 1972) وآن ك. تشرشلاند (ولدت عام 1974)، وكلاهما علماء الأعصاب.

## العمل الفلسفي
يتماشى فكر تشرشلاند على نطاق واسع مع رؤية الفلسفة كنوع من «العلوم الأولية» -طرح أسئلة صعبة ولكن تجريبية إلى حد كبير. دعت إلى اتباع منهج عملي، وتطبيقه ودمجه مع المساعي العلمية، ورفضت نسبة كبيرة من منتوج الفلسفة المهنية باعتبارها مُتعلقة بما تعتبره غير مهم وذو فروقات متناهية الصغر.
ركز عمل تشرشلاند على التفاعل بين علم الأعصاب والفلسفة. وفقًا لها، يُدرك الفلاسفة على نحو متزايد أنه لفهم العقل يجب على المرء أن يفهم الدماغ. تُطبق تشرشلاند نتائج علم الأعصاب لمعالجة الأسئلة الفلسفية التقليدية حول المعرفة والإرادة الحرة والوعي والأخلاق. يرتبط عملها بمدرسة فكرية تدعى المادية الإقصائية، والتي تدّعي أن الحس السليم والمفاهيم البديهية الفورية أو «النفسية الشعبية» مثل الفكر والإرادة الحرة والوعي ستحتاج على الأرجح إلى المراجعة بطريقة اختزالية فيزيائية كلما اكتشف علماء الأعصاب المزيد عن طبيعة وظائف المخ. شهد عام 2014 تبادلًا موجزًا لوجهات النظر حول هذه المواضيع مع كولن ماكجين في صفحات نيويورك ريفيو أوف بوكس. 

## الجوائز والأوسمة
- زمالة ماكارثر، 1991
- وسام تقدير الإنسانية، الأكاديمية الدولية للإنسانية، 1993
- دكتوراه فخرية في الآداب، جامعة فرجينيا، 1996
- دكتوراه فخرية في القانون، جامعة ألبرتا، 2007
- وسام عالمة معرفية متميزة، جامعة كاليفورنيا، برنامج ميرسيد للعلوم المعرفية وعلوم المعلومات،2011
- زمالة جمعية العلوم المعرفية، 2011